# Ресничест пирен
Ресничестият пирен (Erica ciliaris) е вид пирен, известен на Британските острови като Дорсет Хийт (Dorset heath).

## Описание
Erica ciliaris расте до 60 сантиметра и има листа с дължина 2 – 4 мм, с дълги жлезисти власинки. Цветовете са дълги 8 – 12 mm, ярко розови и подредени в дълги съцветия.

## Разпространение
Erica ciliaris има лузитанско разпространение (таксон с лузитанско разпределение е този, който има две или повече групи, които са свързани, но значително отделени една от друга географски), простиращо се от Мароко на юг, по бреговете на Атлантическия океан на Португалия, Испания и Франция до югозападните части на Британските острови на север. На Британските острови той се среща само родно в Дорсет, Девън и Корнуол, където вирее в блата и влажни пустеещи земи. Въведен е също в Хемпшир и графство Голуей.

## В културата
Erica ciliaris е обявен за окръжно цвете на Дорсет през 2002 г. след анкета на благотворителната организация за защита на дивата флора Plantlife.